# 1998 en Algérie
Chronologie de l’Algérie
- 1994
- 1995
- 1996
- 1997
- 1998
- 1999
- 2000
- 2001
- 2002

Cet article présente les faits marquants de l'année 1998 en Algérie ou relatifs à l'Algérie; datation selon le calendrier grégorien.

## Événements
- 2-3 janvier : massacre de Ramka, massacre qui a eu lieu durant la guerre civile algérienne dans la nuit du 2 au 3 janvier 1998 en Algérie dans trois villages de la wilaya de Relizane, au cours duquel environ 1 000 personnes ont été égorgées par le Groupe islamique armé, selon la déclaration d'Ahmed Ouyahia lors d'une conférence de presse en 2006 à la résidence Djenane El Mithaq, à Alger[1].
- 10 au 11 janvier : massacre de Sidi Hamed, massacre s'étant déroulé dans la nuit du 10 au 11 janvier 1998 -treizième jour du mois de Ramadan - à Sidi Hamed, petite bourgade située à 4 km de Meftah[2],[3], 30 kilomètres au sud d'Alger.
- 19 janvier : une délégation des pays européens visite l'Algérie en pleine guerre civile.
- 23 février : attentat du train Alger-El Affroun; attaque terroriste islamiste à la bombe perpétrée contre le train Alger-El Affroun le 23 février 1998. Le bilan définitif fait état de 18 morts et 25 blessés[4].
- 26 mars : Massacre d'Oued Bouaïcha; massacre qui s'est déroulé le 26 mars 1998, à environ 240 km au sud d' Alger, près de Djelfa. 47 personnes, dont 27 enfants de moins de seize ans, ont été tuées à Oued Bouaïcha dans la commune de Bouira Lahdab[5],[6], près de Had Sahary, par une quinzaine d'hommes portant des haches et des couteaux, qui ont également kidnappé trois jeunes femmes. Le même jour, onze autres ont été tués de l'autre côté du pays à Youb .
- 16 juin : massacre de Daïat Labguer, massacre qui s'est déroulé le 16 juin 1997, moins de deux semaines après les élections législatives, dans le hameau de Daïat Labguer, commune Medjedel, M'sila, 300 km au sud-est d'Alger. Une cinquantaine[7] (48 selon une source[8]) de personnes ont été tuées par un groupe armé, qui a également enlevé des femmes, tué le bétail et volé des biens. Cinq jours plus tôt,10 juin 1997, 17 autres avaient été tués dans un village à 5 km (dans la daïra de M’djedel)[8]. Le massacre a été attribué à des groupes islamistes tels que le Groupe islamique armé.
- 25 juin : assassinat du grand chanteur de l'expression Kabyle, Lounès Matoub, par les groupes islamistes terroristes algériens.

- 22 juillet : mission d'information d'une délégation de l'ONU en Algérie.

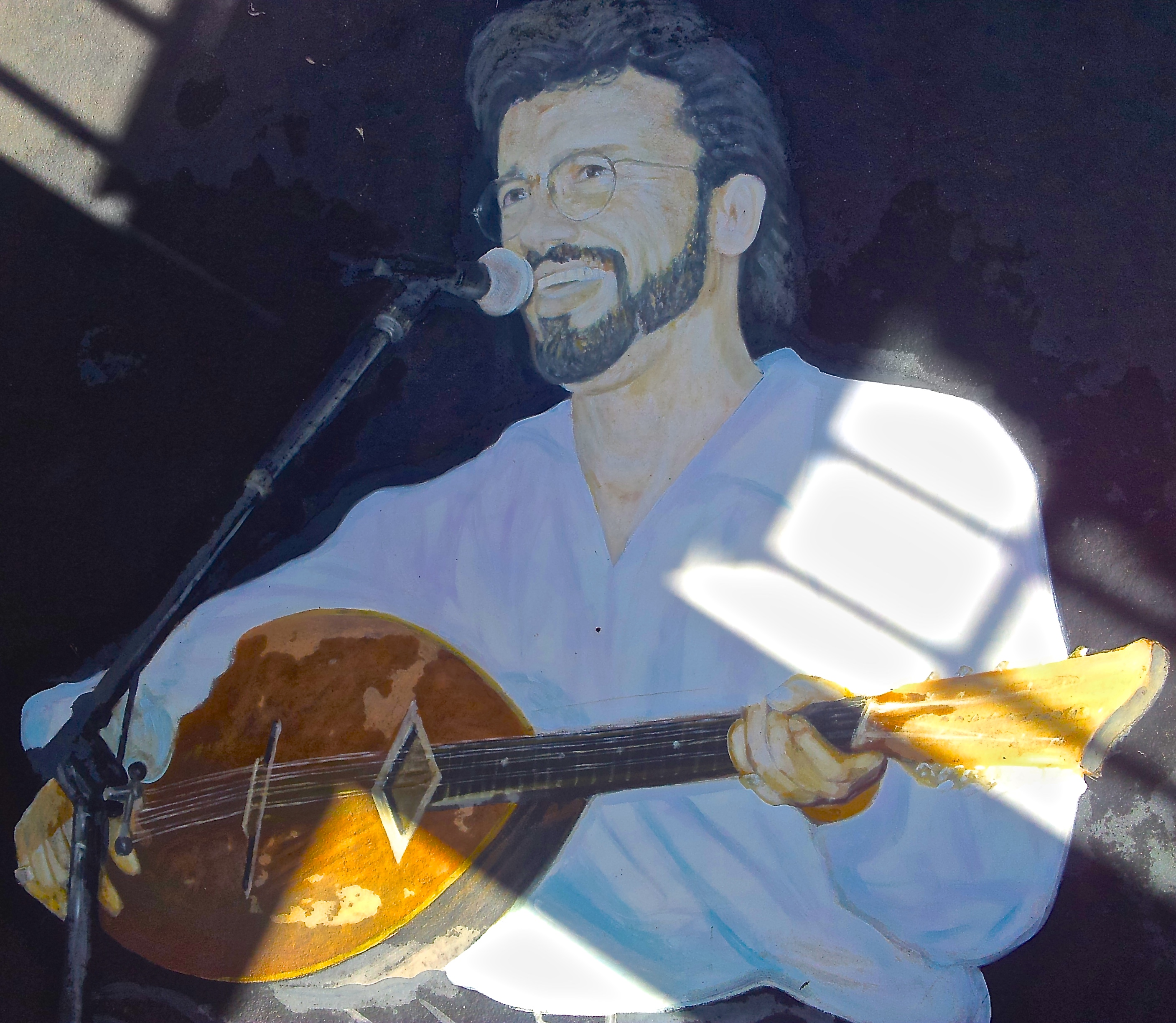
Lounès Matoub.

- 11 septembre : démission du président Liamine Zeroual. Organisation des élections présidentielles en 1999.
- 19 décembre : Gouvernement Hamdani.

## Sports

### Basket-ball
- Championnat d'Algérie de basket-ball 1997-1998
- Coupe d'Algérie de basket-ball 1997-1998

### Boxe
- Championnats d'Afrique de boxe amateur 1998

### Football
- Équipe d'Algérie de football en 1998
- Championnat d'Algérie de football 1997-1998
- Championnat d'Algérie de football 1998-1999
- Championnat d'Algérie de football de deuxième division 1997-1998
- Championnat d'Algérie de football de deuxième division 1998-1999
- Championnat d'Algérie de football de troisième division 1998-1999
- Coupe de la Ligue d'Algérie de football 1997-1998
- Coupe d'Algérie de football 1997-1998
- Coupe d'Algérie de football 1998-1999
- Saison 1997-1998 de l'USM Alger
- Saison 1998-1999 de l'USM Alger
- Saison 1997-1998 de l'USM Blida
- Saison 1998-1999 de l'USM Blida
- Saison 1998-1999 du MO Constantine

### Haltérophilie
- Championnats d'Afrique d'haltérophilie 1998

## Culture

### Cinéma
- Fleur de lotus (Bong-sen), film algéro-vietnamien réalisé par Amar Laskri et Trân Dac en 1998.
- Vivre au paradis, film réalisé par Bourlem Guerdjou, sorti en 1998.

## Naissances en 1998
- Naissance en Algérie en 1998

## Décès en 1998
- Décès en Algérie en 1998